# Monument van Lodewijk Stumpf
Het monument van Lodewijk Stumpf hangt in in Buiten-Sociëteit Het Park in Paramaribo, Suriname.
Aanvankelijk bestond het uit een koperen gedenkplaat aan een vijfarmige lantaarn. Het herinnert aan Lodewijk Stumpf die het initiatief nam tot de stichting van de buitensociëteit. Het werd postuum onthuld op 12 december of 13 december 1903 op het voorerf op de toenmalige locatie aan het Gouvernementsplein. De lantaarn is later verdwenen, waardoor er alleen nog een plaquette over is.
Het voorstel om hulde te uiten aan Stumpf werd op 23 juni 2024 ingebracht in de Algemene Vergadering van de buitensociëteit door J.B.L. Nassy.
Op de gedenkplaat staat de tekst:
1877-1903

Hulde aan den heer L. Stumpf, stichter deze Buiten Sociëteit "Het Park".

Tijdens het bestuur en met den steun van Zijne Excellentie C.A. van Sypesteyn, gouverneur van Suriname.
Na de verhuizing van de sociëteit naar de locatie aan de Grote Combéweg werd de gedenkplaat boven de prikklok in de hal opgehangen.